# Eau d'Heure (Ourthe)
Pour l’article homonyme, voir Eau d'Heure.
L'Eau d'Heure, encore appelée ruisseau d'Heure, est un ruisseau de Belgique, affluent en rive gauche de la Marchette et donc sous-affluent de la Meuse. Il coule entièrement dans la province de Namur.

## Parcours
Ce ruisseau naît sous la forme d'une douzaine de petits rus dans les bois entre Pessoux et Haversin dans la commune de Ciney à une altitude moyenne de 300 m. Le cours d'eau se dirige alors vers les étangs de Jannée puis traverse le beau village de Nettinne où il contourne le château. Ensuite, son cours longe la N.929 en arrosant Heure puis Baillonville avant de passer sous la N.63 Liège - Marche-en-Famenne. Son confluent avec la Marchette se trouve au sud-est de la localité de Baillonville dans la commune de Somme-Leuze au lieu-dit justement nommé Entre-Deux-Eaux à l'altitude de 170 m. 

## Débit
Le débit moyen de la rivière mesuré à Baillonville dans son cours inférieur, entre 1985 et 2003 (bassin versant de 68 km2), est de 0,78 m3/s. Durant la même période on a enregistré:
- Un débit annuel moyen maximal de 1,11 m3/s en 1995.
- Un débit annuel moyen minimal de 0,49 m3/s en 1990.